# Jemdet Nasr

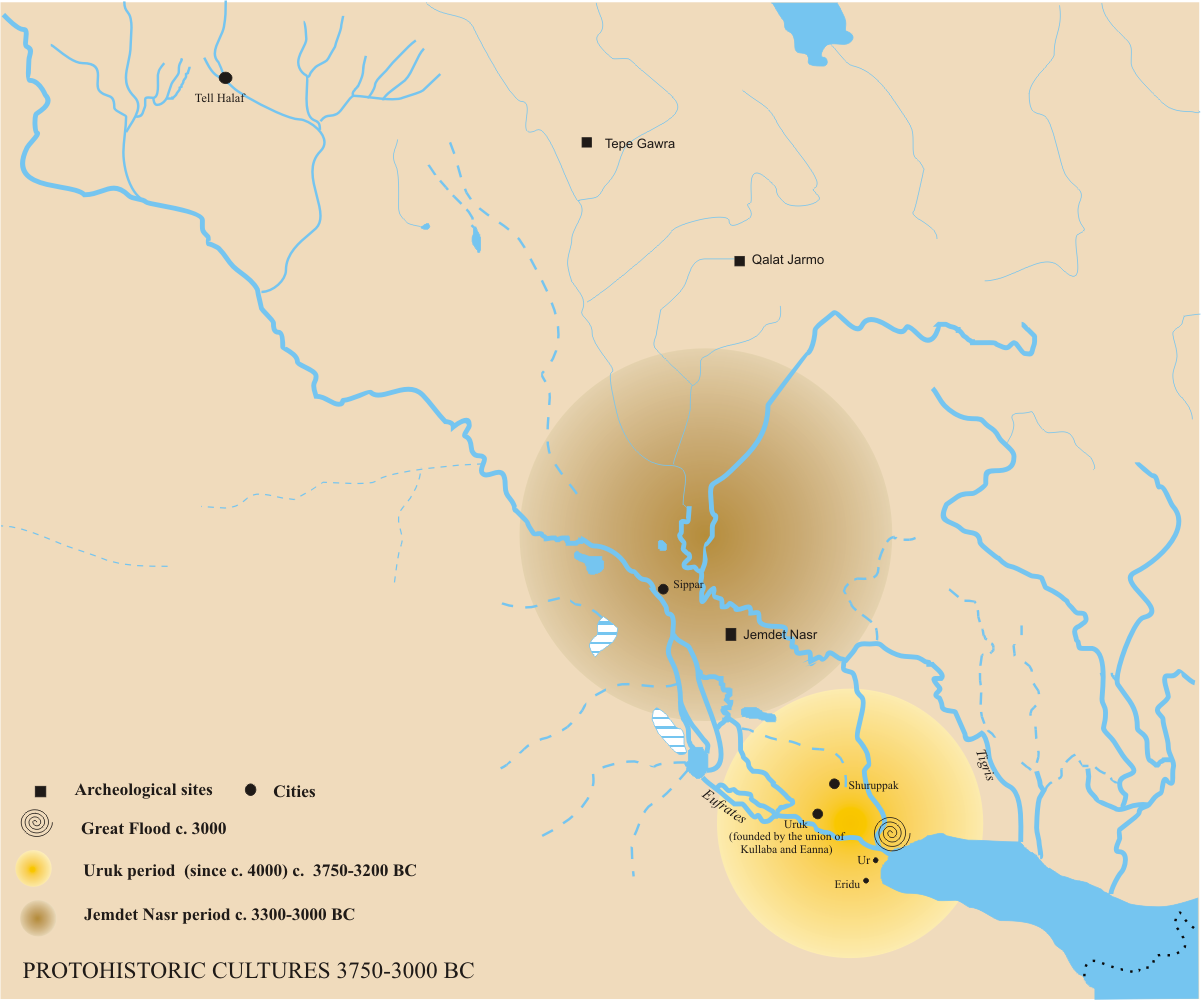
Períodes d'Uruk i Jemdet Nasr

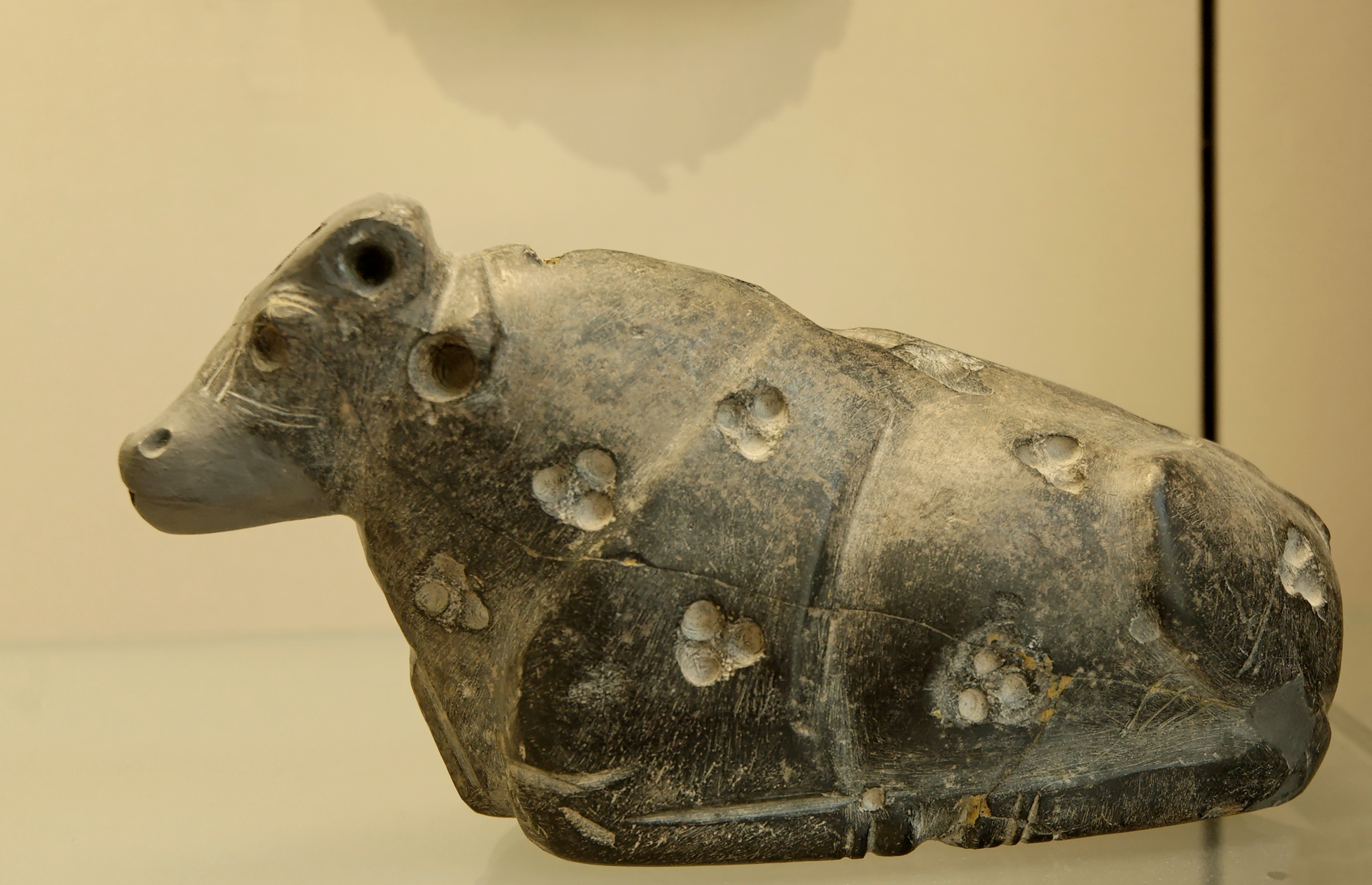
Figura trobada a Uruk del període Jemdet Nasr, proper al 3000 aC, avui al Louvre, París

Jemdet Nasr (àrab: جمدة نصر, Jamdat Naṣr) és un jaciment arqueològic de l'Iraq, a la governació de Babil, al nord-est de Babilònia i de Kix i a l'est de Kutha. En aquest període (període Jemdet Nasr) apareixen les primeres narracions escrites. El lloc és típic de l'inici de l'edat del bronze a la baixa Mesopotàmia i enllaça amb el nivell arqueològic d'Uruk III considerat ja d'aquest període. També en aquest període es comencen a utilitzar els segells cilíndrics; nombrosos petits establiments sumeris es van desenvolupar cap a ciutats més o menys grans.

## Arqueologia
Fou explorat per primer cop el 1926 i 1928 per un equip britànic dirigit per Stephen Herbert Langdon i després per Henry Field.
Els objectes descoberts van ser dividits entre el Museu "Ashmolean", la Universitat d'Oxford i d'altra part el Museu de l'Iraq a Bagdad, que va rebre els objectes epigràfics i molta de la ceràmica, la qual va acabar més tard al Museu Field de Chicago.
L'excavació fou pobrament documentada i les troballes mal analitzades i publicades. Ara s'està intentant de manera retrospectiva cobrir les llacunes i els erros sobre la base dels objectes, la major part dels quals es conserven
Les excavacions es van reprendre el 1988 i 1989 per Roger J. Matthews i altres
 i es va descobrir un gran edifici que tenia un arxiu de texts protocuneïformes amb segells cilínndrics i les seves impressions. La ceràmica, policromada, fou important per determinar el nivell del període Jemdet Nasr a diversos llocs.
Es considera que l'escriptura protocuneïforme va sorgir durant la segona meitat del quart mil·lenni aC, per tant l'enclavament arqueològic de Jemdet Nasr es va datar en aquesta època. L'arqueòleg R. J. Matthews, a la llum de les darreres trobades, considera però que l'antiguitat d'aquest lloc és un segle menor i que el període s'estendria abans del 3000 aC (s'havia situat en un marge entre 3100 i 2900 aC). El període Jemdet Nasr va succeir al període d'Uruk i fou contemporani amb el nivell 5 de Nínive al nord, i amb el protoelamita a l'est. Representa el període final abans que s'iniciés el període dinàstic de Sumèria.